# Болюмінек
Болюмінек (пол. Boluminek, нім. Klein Bolumin) — село в Польщі, у гміні Домброва-Хелмінська Бидґозького повіту Куявсько-Поморського воєводства.
У 1975-1998 роках село належало до Бидгощського воєводства.